# فورس ایندیا
تیم ساهارا فورس ایندیا اف۱ یک تیم خودروسازی فرمول یک است که در سیلورستون بنیان‌گذاری شده و دارای پروانهٔ هندی است. این تیم در اکتبر ۲۰۰۷ تشکیل شد. در این تاریخ، یک کنسرسیوم به رهبری ویجای مالیا تاجر هندی و میشیل مول تاجر هلندی، تیم اسپایکر اف۱ را به مبلغ ۹۰ میلیون یورو خریداری کردند.
فورس ایندیا نخستین امتیاز و سکوی خود در مسابقات فرمول یک را پس از ۲۹ مسابقه در جایزه بزرگ بلژیک ۲۰۰۹ به دست آورد. در این مسابقه جانکارلو فیزیکلا در سکوی دوم قرار گرفت. در مسابقهٔ بعدی در جایزه بزرگ ایتالیا آدریان زوتیل چهارم شد و خودروی فورس ایندیا برای نخستین بار، سریع‌ترین دور را ثبت کرد.
در اکتبر ۲۰۱۱ شرکت هندی ساهارا ایندیا پاریوار ۴۲٫۵٪ از سهام فورس ایندیا را به مبلغ ۱۰۰ میلیون دلار خرید.

## تاریخچه

### پیشینه
منشأ تیم فور ایندیا به تیم جایزه بزرگ جردن بازمی‌گردد. این تیم برای نخستین بار در فصل ۱۹۹۱ در پیست سیلورستون در مسابقات فرمول یک شرکت کرد. تیم جردن چند سال در فرمول یک باقی ماند، در چهار مسابقه به پیروزی رسید و سکوی سوم سازندگان را در فصل ۱۹۹۹ به دست آورد. با این وجود، مشکلات مالی دههٔ ۲۰۰۰ که گریبانگیر بسیاری از تیم‌های کوچک شد، باعث تضعیف عملکرد تیم شد و ادی جردن مالک تیم، آن را در ۲۰۰۵ به گروه میدلند فروخت.
تیم با نام میدلند اف۱ ریسینگ به مدت دو فصل در مسابقات شرکت کرد و الکس اشنایدر مالک آن در میانهٔ فصل ۲۰۰۶ تیم را به اسپایکر کارز فروخت.
اسپایکر اف۱ در فصل ۲۰۰۷ تنها یک امتیاز کسب کرد و به دلیل مشکلات مالی، به مبلغ ۸۸ میلیون یورو به ویجای مالیا تاجر هندی و میشیل مول فروخته شد. نام تیم برای فصل ۲۰۰۸ به تیم فرمول یک فورس ایندیا تغییر کرد و اعضای اصلی تیم، از جمله آدریان زوتیل رانندهٔ تیم حفظ شدند.

### فصل ۲۰۰۸

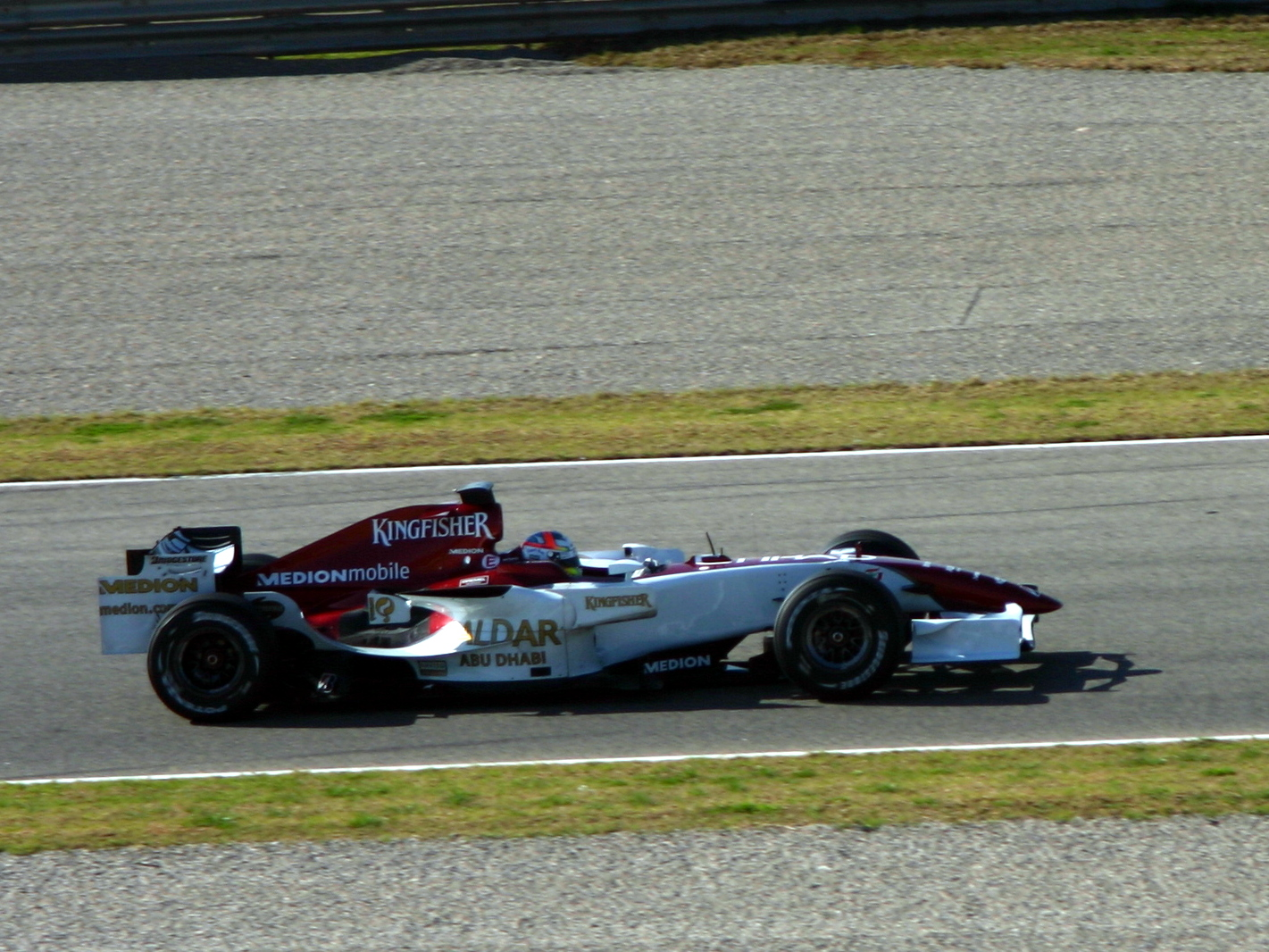
رانندگی آزمایشی آدریان زوتیل برای فورس ایندیا در ژانویهٔ ۲۰۰۸

پس از حفظ زوتیل، فورس ایندیا آزمایش‌های زمستانی برای انتخاب رانندهٔ دوم ترتیب داد و جانکارلو فیزیکلا به عنوان رانندهٔ دوم انتخاب شد. هم‌چنین ویتانتونیو لیوزی رانندهٔ ذخیره تیم در نظر گرفته شد. رانندگان تیم باید با شاسیِ به روز شدهٔ اسپایکر با موتور فراری (با نام فورس ایندیا وی‌جی‌ام۰۱ می‌راندند. نخستین مسابقهٔ فورس ایندیا در ملبورن انجام شد و هر دو راننده در دورهای ابتدایی انصراف دادند. در مسابقهٔ بعدی در مالزی فیزیکلا دوازدهم شد که نخستین پایان مسابقهٔ تیم بود. پس از چند مسابقه، زوتیل می‌توانست در جایزه بزرگ موناکو نخستین امتیازات تیم را به دست آورد؛ ولی در اواخر مسابقه، کیمی رایکونن به او برخورد کرد و زوتیل مجبور به خروج فوری از مسابقه شد. به‌روزرسانی‌های دیگر باعث شد که در میانهٔ فصل، فاصلهٔ تیم با تیم‌های سریع‌تر کاهش یابد. هرچند که در پایان فصل، فورس ایندیا در رده‌بندی سازندگان در رتبهٔ دهم قرار گرفت و بهترین نتیجهٔ انفرادی تیم، رتبهٔ دهم فیزیکلا در جایزه بزرگ اسپانیا بود.

### فصل ۲۰۰۹
فورس ایندیا رانندگان خود را برای فصل بعدی نگاه داشت. در جایزه بزرگ چین و آلمان، زوتیل می‌توانست امتیازاتی را به دست آورد؛ ولی سر خوردن و تصادف باعث از دست رفتن امتیاز شد.
در جایزه بزرگ بلژیک در اسپا برای نخستین بار، فیزیکلا بهترین زمان را در زمان‌گیری به دست آورد و از خط یک مسابقه را آغاز کرد. او در پایان مسابقه با فاصلهٔ یک ثانیه از رایکونن دوم شد و نخستین امتیاز و سکوی فورس ایندیا را کسب کرد.
در ۳ سپتامبر، فیزیکلا از تیم جدا شد تا در ادامهٔ فصل، برای فراری مسابقه دهد. ویتانتونیو لیوزی در مسابقه‌های باقی‌مانده جانشین فیزیکلا شد.
در زمان‌گیری جایزه بزرگ ایتالیا در مونزا، زوتیل دوم و لیوزی هفتم شدند. در مسابقه، زوتیل چهارم شد و سریع‌ترین دور را ثبت کرد. در پایان فصل، فورس ایندیا با ۱۳ امتیاز در مکان نهم قرار گرفت.

### فصل ۲۰۱۰

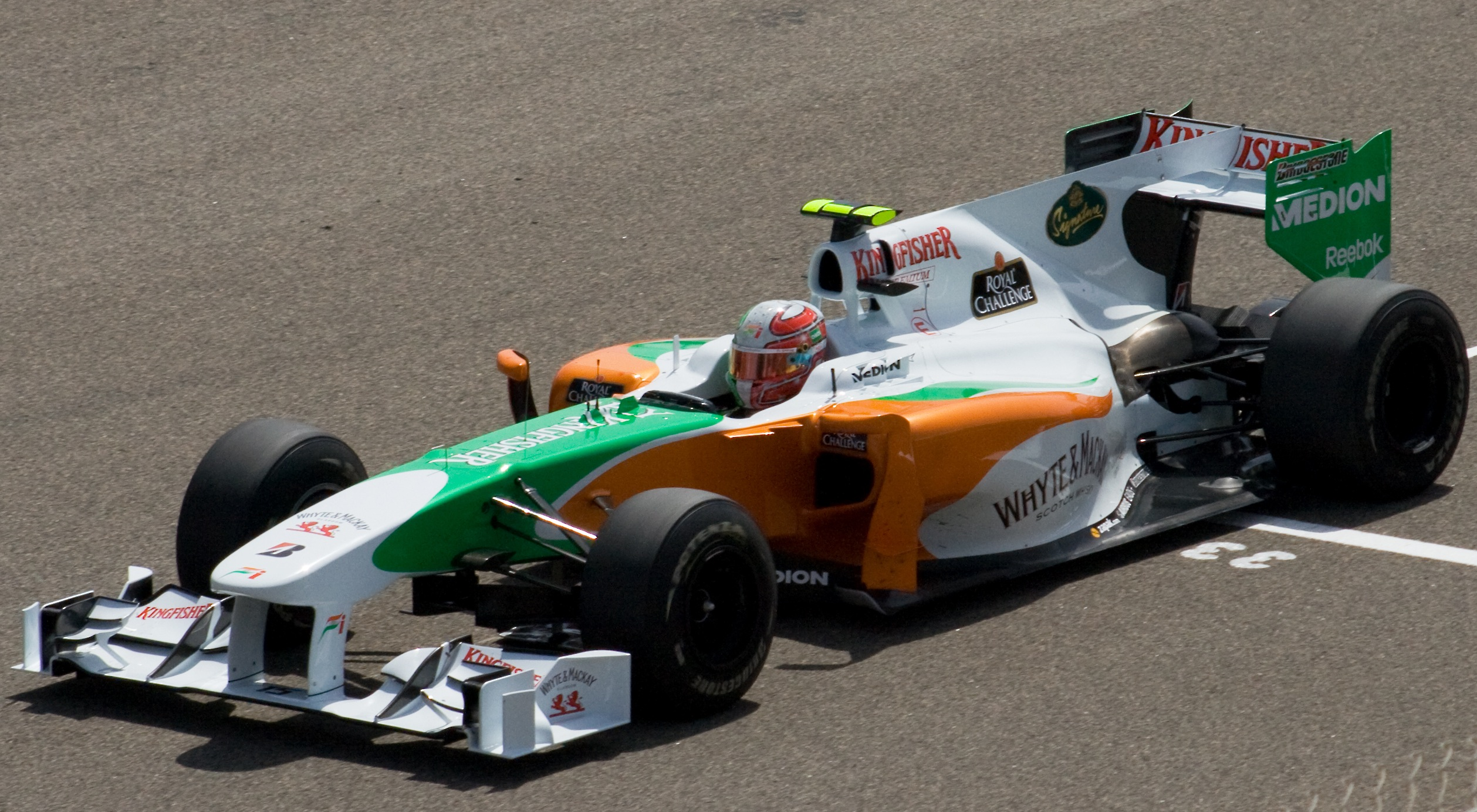
ویتانتونیو لیوزی در مرحلهٔ تمرینی جایزه بزرگ بحرین ۲۰۱۰

در ۲۷ نوامبر ۲۰۰۹ اعلام شد که زوتیل و لیوزی در فصل ۲۰۱۰ نیز برای تیم مسابقه خواهند داد. پل دی رستا در ۲ فوریه ۲۰۱۰ به عنوان رانندهٔ تمرینی تیم معرفی شد. فورس ایندیا در ۹ فوریه، از خودروی جدید خود وی‌جی‌ام۰۳ رونمایی کرد.
در نخستین مسابقهٔ فصل در بحرین، لیوزی نهم شد و نخستین امتیازات تیم را به دست آورد و زوتیل پس از برخورد با رابرت کوبیکا در دور اول، دوازدهم شد. در استرالیا، لیوزی هفتم شد و زوتیل مسابقه را به پایان نرساند. در مالزی، زوتیل پنجم شد و لیوزی از مسابقه خارج شد. در مسابقات بعدی نیز زوتیل و لیوزی امتیازاتی را کسب کردند. در پایان فصل، فورس ایندیا در جایگاه هفتم سازندگان قرار گرفت.
در طول فصل ۲۰۱۰، بسیاری از اعضای اصلی تیم از جمله مدیر فنی و مدیر طراحی تیم، آن را ترک کردند.

### فصل ۲۰۱۱

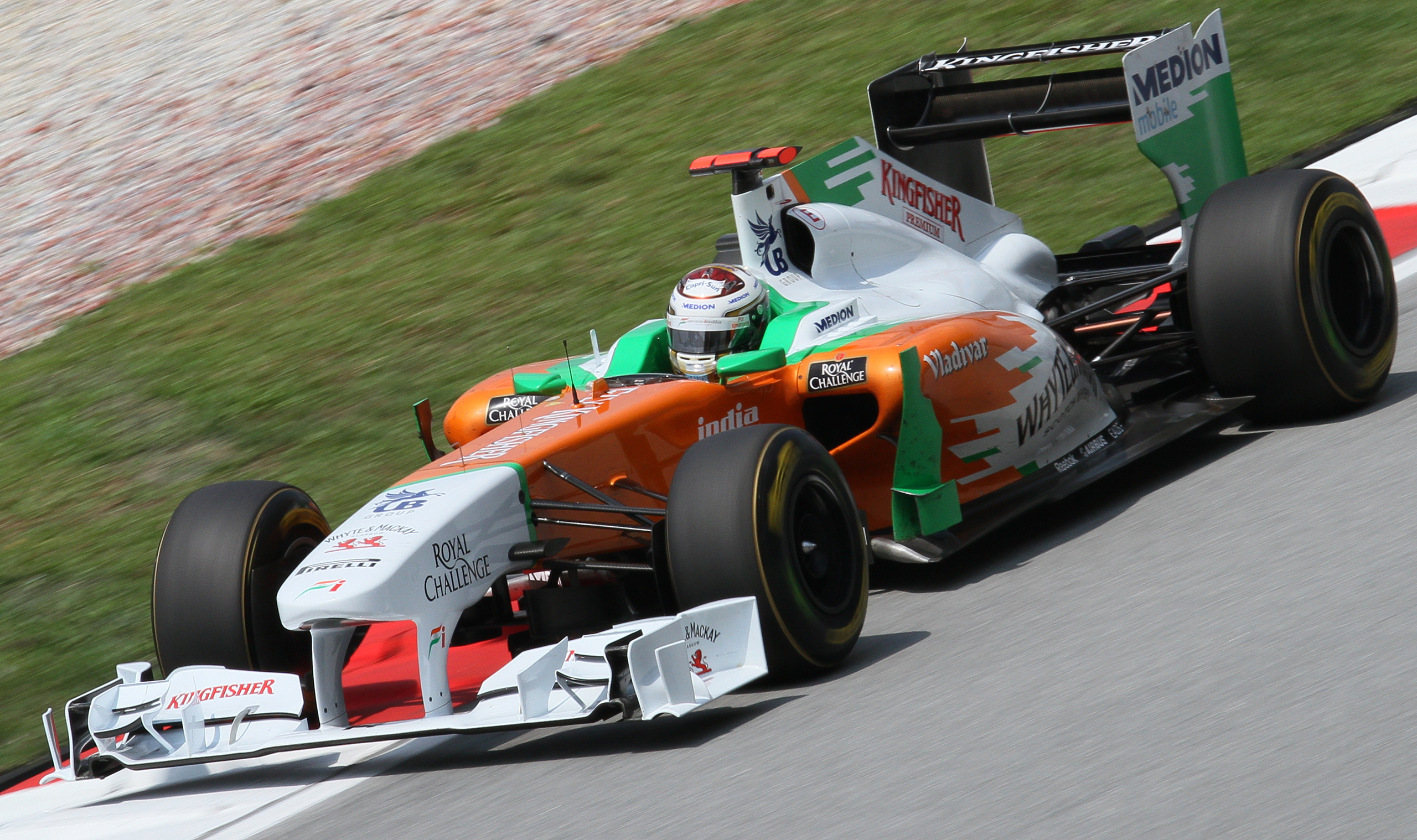
آدریان زوتیل در جایزه بزرگ مالزی ۲۰۱۱

پل دی رستا در ۲۶ ژانویه ۲۰۱۱ به عنوان رانندهٔ اصلی تیم در کنار زوتیل معرفی شد. در ۸ فوریه تیم فورس ایندیا از خودروی تازه‌اش وی‌جی‌ام۰۴ رونمایی کرد. در نخستین مسابقهٔ فصل در استرالیا، دو رانندهٔ تیم یازدهم و دوازدهم شدند؛ ولی پس از دسکالیفه شدن خودروهای ساوبر به دلیل تخلف فنی، به رتبه‌های نهم و دهم رسیدند.
بهترین رتبه‌های تیم در فصل ۲۰۱۱، سه رتبهٔ ششم و دو رتبهٔ هفتم بود و در پایان فصل، فورس ایندیا رتبهٔ ششم سازندگان را به دست آورد.

### فصل ۲۰۱۲

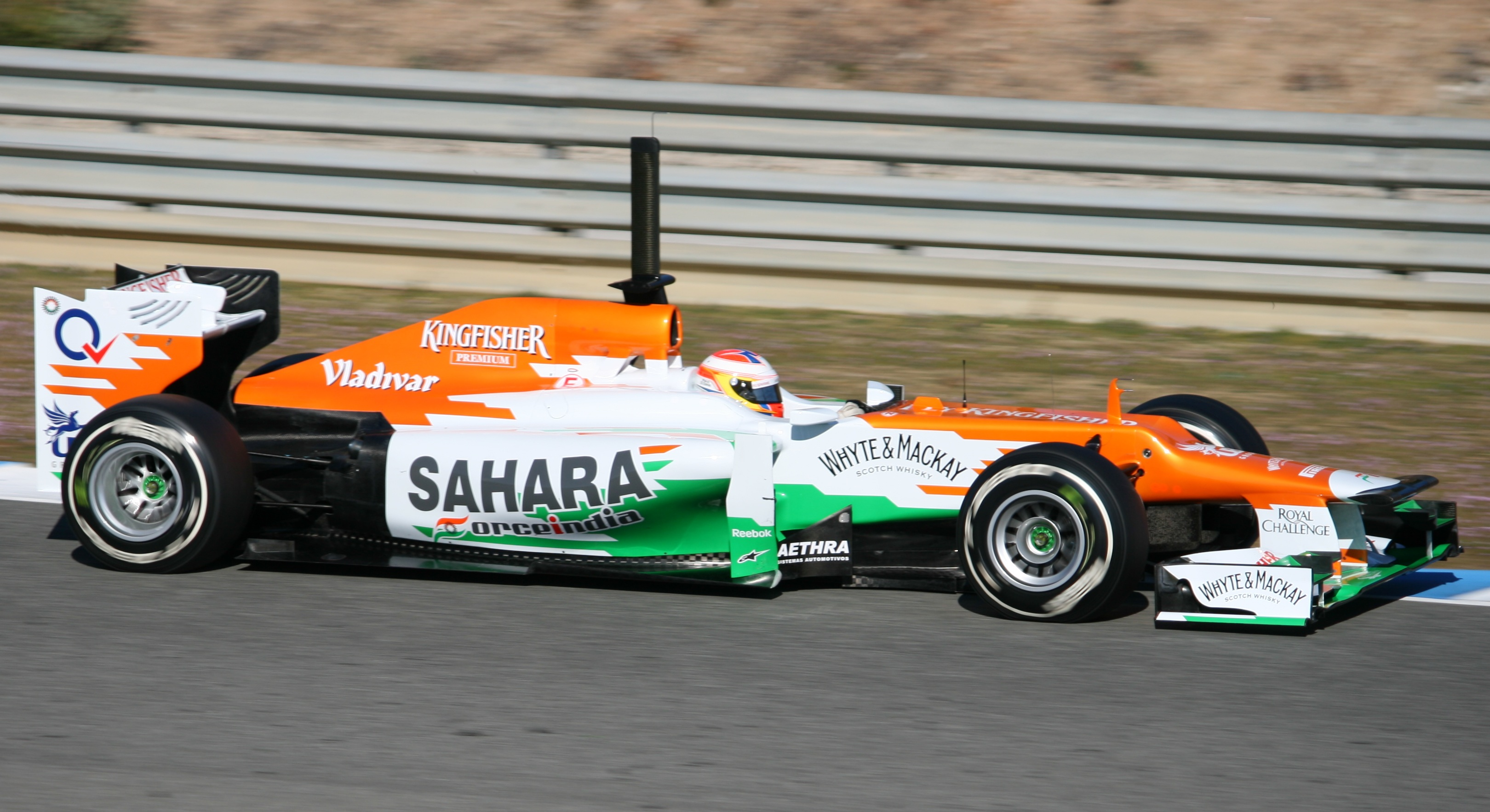
خودروی فورس ایندیا جی‌وی‌ام۰۵ به رانندگی پل دی رستا در خرز در تست زمستانی

در ترکیب تیم برای فصل ۲۰۱۲، پل دی رستا به عنوان رانندهٔ اصلی باقی ماند و نیکو هالکنبرگ جایگزین آدریان زوتیل شد. ژول بیانچی نیز به عنوان رانندهٔ ذخیره و تمرینی تیم معرفی شد.
پس از خیزش بحرین، اعضای تیم فورس ایندیا تلاش کردند که از جایزه بزرگ بحرین کنار بکشند؛ ولی پس از مخالفت با خروج تیم از مسابقه، تنش‌هایی میان تیم فورس ایندیا و برنی اکلستون رئیس فرمول یک ایجاد شد. بهترین نتیجهٔ تیم در این فصل، کسب دو مقام چهارم و دو مقام پنجم بود و در پایان فصل، تیم در رتبهٔ هفتم سازندگان ایستاد.

### فصل ۲۰۱۳
در ابتدای فصل، زوتیل دوباره جایگزین هالکنبرگ شد و در ۱ فوریه، وی‌جی‌ام۰۶ به عنوان خودروی جدید تیم معرفی شد.
در نخستین مسابقهٔ فصل در استرالیا زوتیل هفتم و دی رستا هشتم شدند تا بهترین افتتاحیهٔ فصل برای تیم رقم بخورد.

### فصل ۲۰۱۴

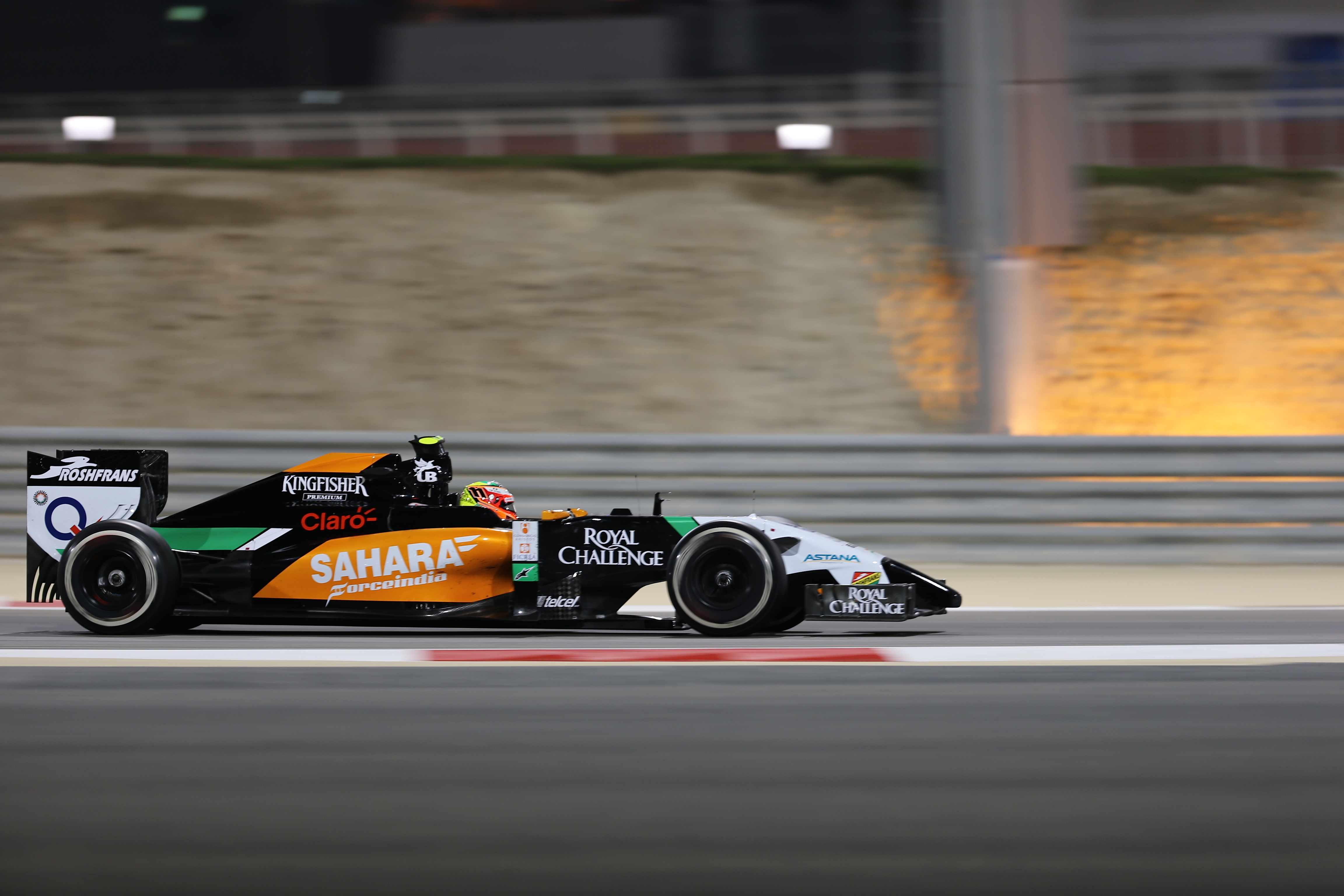
در جایزه بزرگ بحرین ۲۰۱۴، سرخیو پرز نخستین سکوی فورس ایندیا از فصل ۲۰۰۹ را به دست آورد و در مکان سوم قرار گرفت.

در ابتدای فصل ۲۰۱۴، نیکو هالکنبرگ (Nico Hülkenberg) جانشین زوتیل و سرخیو پرز جانشین پل دی رستا شدند، زوتیل به ساوبر منتقل شد و دانیل خونکادیا به عنوان رانندهٔ ذخیرهٔ تیم معرفی شد. در جایزه بزرگ بحرین، سرخیو پرز به عنوان سومی دست یافت که نخستین سکوی تیم پس از مسابقهٔ اسپا در فصل ۲۰۰۹ بود. در اتریش، پرز سومین بار سریع‌ترین دور را برای فورس ایندیا به دست آورد.

## حامیان مالی و شرکاء
کینگ‌فیشر به مالکیت ویجای مالیا حامی مالی اصلی تیم است. سایر حامیان تیم در سال‌های مختلف تغییر کرده‌اند.
فورس ایندیا قراردادهایی را برای حمایت فنی با ایرباس امضا کرده‌است. هم‌چنین این تیم با مک‌لارن شراکت فنی دارد.
شرکت هندی ساهارا ایندیا پاریوار در اکتبر ۲۰۱۱ ۴۲٫۵٪ از سهام تیم را به مبلغ ۱۰۰ میلیون دلار خریداری کرد. ۴۲٫۵٪ برای ویجای مالیا باقی ماند و ۱۵٪ باقی‌مانده نصیب خانوادهٔ مول شد. در نتیجه نام تیم به ساهارا فورس ایندیا تغییر یافت.